# پسر جهنمی (فیلم ۲۰۰۴)
پسر جهنمی یا هل‌بوی (به انگلیسی: Hellboy) عنوان فیلمی ابرقهرمانی به کارگردانی گی‌یرمو دل تورو است که در سال ۲۰۰۴ منتشر شد. این فیلم که مدت زمان آن صد و سی و دو دقیقه می‌باشد، بر پایه کامیک بوکی به همین نام اثر مایک میگنولا و از انتشارات دارک هورس کامیکس ساخته شده‌است. از بازیگران آن می‌توان به ران پرلمن در نقش پسر جهنمی، سلما بلر، جفری تامبر، کارل رودن، روپرت اوانس و جان هرت اشاره کرد.

## بودجه، فروش
برای ساخت پسر جهنمی، شصت و شش میلیون دلار هزینه شد. این فیلم در گیشه بیش از نود و نه میلیون دلار فروش کرد.

## دنباله
قسمت دوم این فیلم تحت عنوان پسر جهنمی ۲: ارتش طلایی در تاریخ ۱۱ ژوئیه ۲۰۰۸ اکران شد. کارگردانی این قسمت نیز بر عهده گی‌یرمو دل تورو بود. این کارگردان از ساخت قسمت سوم پسر جهنمی سر باز زد.اما نسخه سوم توسط استودیو دیگری در مجارستان در ژانر ترسناک تولید شد که با نقد منفی منتقدان مواجه شد.